# Markus Hesse (Schiedsrichter)
Markus Hesse (* 1965) ist ein ehemaliger deutscher Basketballschiedsrichter.

## Leben
Der aus dem Hamburger Stadtteil Eißendorf stammende und den Verein Grün-Weiß Harburg vertretende Hesse begann seine Schiedsrichterlaufbahn im Alter von 16 Jahren. leitete als Schiedsrichter ab 1989 Spiele in der Basketball-Bundesliga, am Ende der Saison 2015/16 zog er sich aus der Bundesliga zurück. Ab 1995 war der beruflich als Kaufmann in der Petrochemieindustrie tätige Hamburger auch auf internationale Ebene für den europäischen Basketballverband als Schiedsrichter im Einsatz, leitete Länder- und Europapokalspiele.